# Ferdowsi

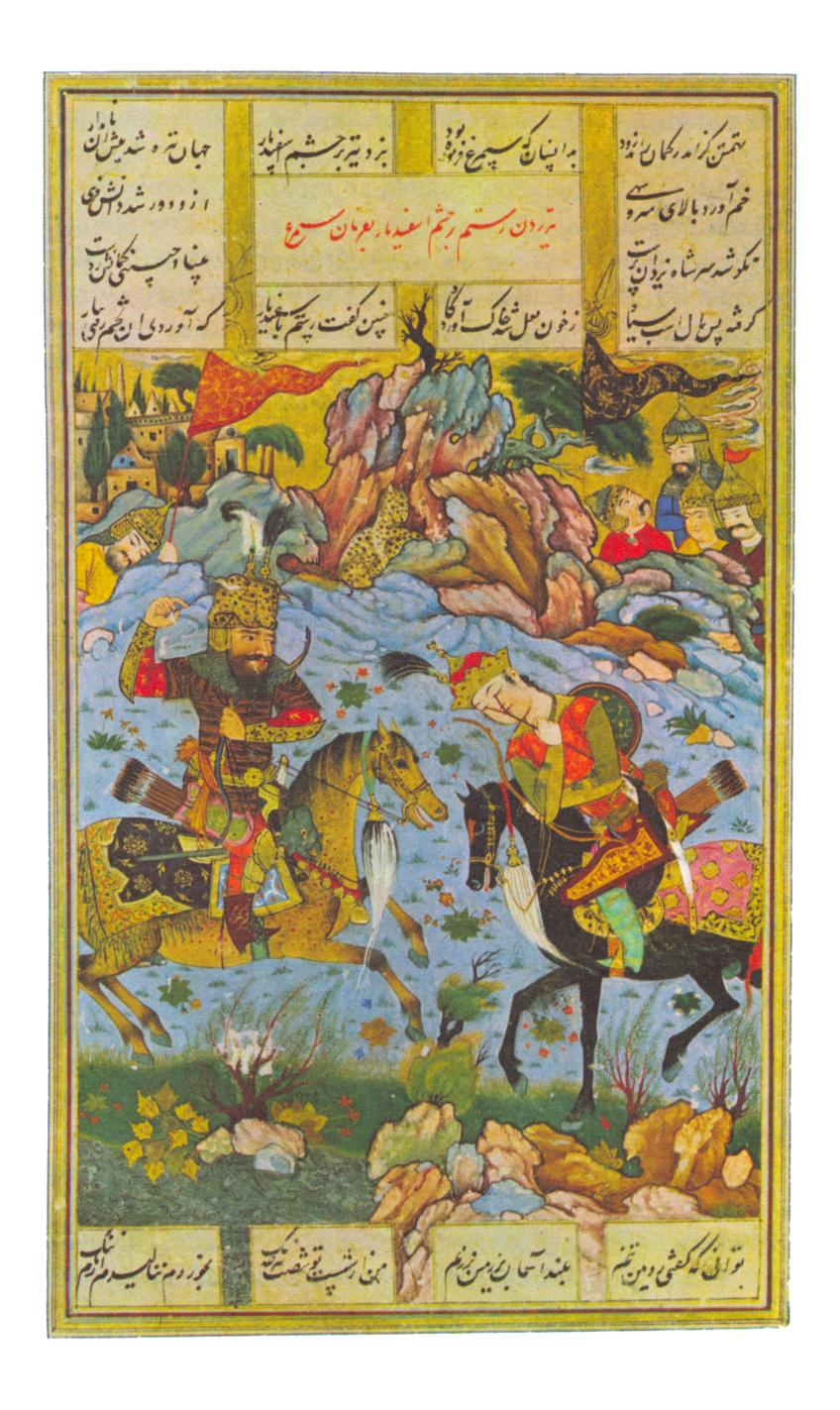
Scène uit de Sjahnameh

Abol-Qasem (of Abol-Kasim) Firdausi (Perzisch: ابوالقاسم فردوسی) (ook wel getranslitereerd als Ferdauci, Ferdowsi, Firdousi, Ferdoucy, Ferdosi of Ferdusi) (nabij Toes (Perzië), 935 – aldaar, 1020) was een Perzische dichter en schrijver uit Iran die de Sjahnama schreef, het nationale epos van Iran. Hij wordt gezien als een van de belangrijkste dichters in het Perzisch.

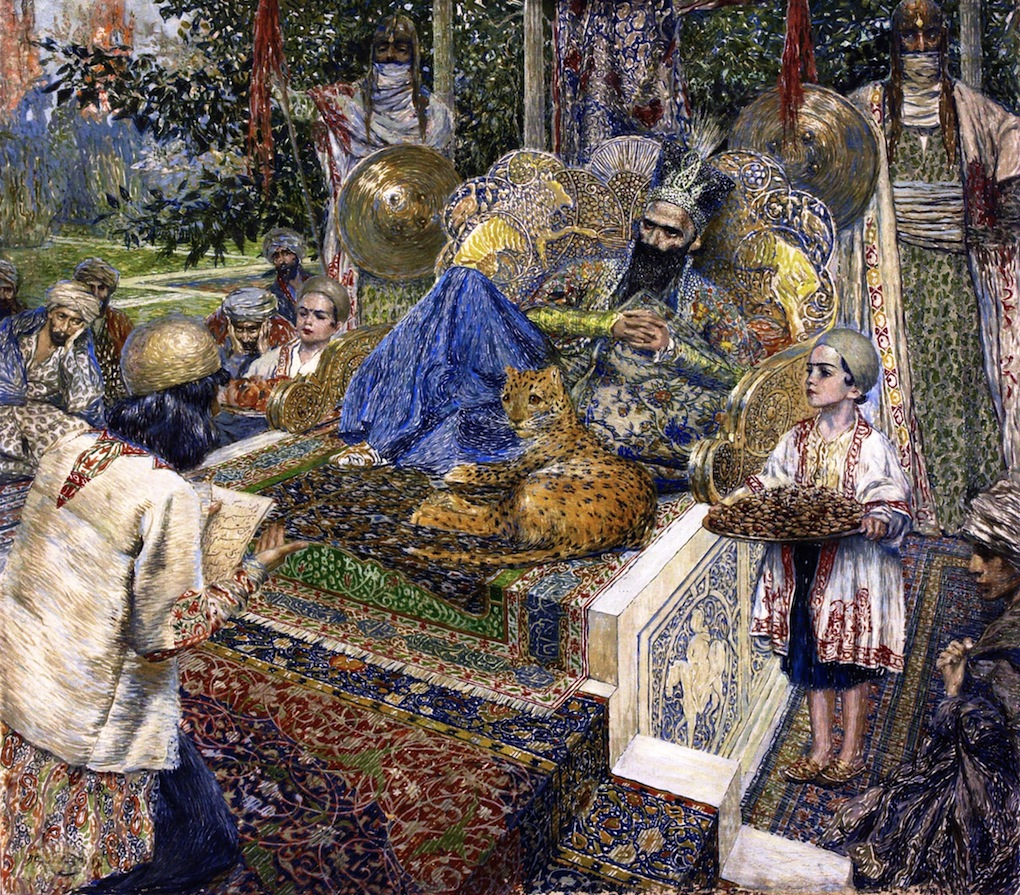
Ferdowsi leest uit zijn werk Sjahnama voor aan de heerser Mahmud van Ghazni (1913), Vardges Sureniants, Nationale Galerij van Armenië

- Bibsys: 90078852
- Biblioteca Nacional de España: XX1378882
- Bibliothèque nationale de France: cb11902551m (data)
- CiNii: DA04118170
- Gemeinsame Normdatei: 118532499
- International Standard Name Identifier: 0000 0001 2145 689X
- Library of Congress Control Number: n79094717
- Nationale Bibliotheek van Letland: 000173169
- MusicBrainz: d546480b-da32-43ba-b4a7-551e4a3ef355
- Bibliotheek van het Japanse parlement: 00439558
- Nationale Bibliotheek van Tsjechië: jn20000720073
- Nationale Bibliotheek van Israël: 987007303796805171
- Nationale Bibliotheek van Polen: a0000001183098
- Nationale en Universitaire bibliotheek Zagreb: 000269633
- Nederlandse Thesaurus van Auteursnamen: 071414088
- Réseau des bibliothèques de Suisse occidentale: 02-A000061934
- Istituto Centrale per il Catalogo Unico: SBLV291755
- LIBRIS: 53397
- SNAC: w6gg621j
- Système universitaire de documentation: 073635219
- Virtual International Authority File: 101359236

1. 1 2  BnF-normbestand; geraadpleegd op: 10 oktober 2015; BnF-identificatiecode: 11902551m.
2. ↑  Library of the World's Best Literature.